# Delroy Chuck
Delroy Hawmin Chuck, QC, (* 2. Dezember 1950 in Christiana, Manchester) ist ein jamaikanischer Jurist und Politiker der Jamaica Labour Party (JLP). Er war von Juli 2011 bis Januar 2012 Justizminister Jamaikas.

## Leben und Beruf
Chuck wuchs in Clarendon auf und besuchte dort von 1955 bis 1962 die Ritchies Primary School. Anschließend besuchte er bis 1969 das Kingston College. Er studierte dann an der University of the West Indies (UWI) und erlangte dort 1972 den Bachelor-Abschluss in Mathematik. Er setzte sein Studium am St. Catherine’s College der University of Oxford fort und schloss mit dem Bachelor of Arts in Rechtswissenschaft und Zivilrecht ab. Seit 1982 war er in Jamaika als Rechtsanwalt tätig, später lehrte er auch als Senior Lecturer Rechtswissenschaft an der UWI. Am 18. August 2011 wurde er zum Queen’s Counsel ernannt.
Chuck ist verheiratet und Vater von vier Kindern.

## Politik
Seit 1995 betätigte sich Chuck politisch. 1997 wurde er im Wahlkreis North Eastern St. Andrew für die JLP erstmals ins Repräsentantenhaus gewählt und konnte sein Mandat auch bei den Wahlen 2002 und 2007 behaupten. Nach dem Wahlsieg der JLP im September 2007 wurde er zunächst Vorsitzender des Repräsentantenhauses (Speaker of the House). Als bei einer Kabinettsumbildung Mitte 2011 Dorothy Lightbourne ihren Posten als Justizministerin und Attorney General räumen musste und die beiden Zuständigkeiten getrennt wurden, übernahm Chuck das Amt des Justizministers. Seine Vereidigung fand am 5. Juli 2011 statt. Nach der Wahlniederlage der JLP am 29. Dezember 2011 schied er am 6. Januar 2012 aus dem Ministeramt aus und ist seit dem 19. Januar 2012 Oppositionssprecher für Justiz, Nationale Sicherheit und Wahlangelegenheiten.